# Edgewood (Kentucky)
Edgewood é uma cidade localizada no estado americano de Kentucky, no Condado de Kenton.

## Demografia
Segundo o censo americano de 2000, a sua população era de 9400 habitantes.
Em 2006, foi estimada uma população de 8869, um decréscimo de 531 (-5.6%).

## Geografia
De acordo com o United States Census Bureau tem uma área de
10,8 km², dos quais 10,8 km² cobertos por terra e 0,0 km² cobertos por água.

## Localidades na vizinhança
O diagrama seguinte representa as localidades num raio de 8 km ao redor de Edgewood.